# سلینونته
سلینونته (به ایتالیایی: Selinunte) یک منطقهٔ مسکونی در ایتالیا است که در Marinella واقع شده‌است.